# Apiomerus repletus
Apiomerus repletus är en insektsart som beskrevs av Philip Reese Uhler 1876. Apiomerus repletus ingår i släktet Apiomerus och familjen rovskinnbaggar. Inga underarter finns listade i Catalogue of Life.